# Липовача (Шипово)
Липовача је насељено мјесто у општини Шипово, Република Српска, БиХ. Према попису становништва из 2013. у насељу је живјело 139 становника.

## Становништво
| Националност       | 1991. | 1981. | 1971. | 1961. |
| Срби               | 319   | 393   | 435   | 482   |
| Хрвати             |       | 1     |       |       |
| остали и непознато |       | 1     | 3     |       |
| Укупно             | 319   | 395   | 438   | 482   |

| Демографија | Демографија | Демографија |
| Година      | Становника  | Становника  |
| ----------- | ----------- | ----------- |
| 1961.       | 482         |             |
| 1971.       | 438         |             |
| 1981.       | 395         |             |
| 1991.       | 319         |             |
| 2013.       | 139         |             |